# Zsigmond osztrák főherceg
Zsigmond (Innsbruck, 1427. október 26. –‎ Innsbruck, 1496. március 4.) osztrák herceg, majd főherceg és Tirol (hercegesített) grófja 1446-tól 1490-ig.

## Élete
Zsigmond IV. Frigyes és Braunschweigi Anna fia volt. Unokatestvére V. Frigyesnek (III. Frigyes néven német-római császár), aki apja halála után a gyámja és régensherceg volt egészen 1446-ig.
1446-ban Zsigmond szerezte meg a hatalmat Tirolban, Hátsó-Ausztriában és néhány sváb területen. 1449-ben feleségül vette a francia udvarban nevelkedő Stuart Eleonórát, I. Jakab skót király lányát. 1469-ben eladta a Rajna-menti földjeit Merész Károly burgundi hercegnek. Az ok bizonytalan: valószínűleg az adósságait akarta csökkenteni, amelyek fényűző udvartartásának fenntartásából halmozódtak fel – esetleg a Svájci Régi Szövetség (Konföderáció) terjeszkedésével szemben védekezett. 1474-re elég pénzt gyűjtött, hogy visszavásárolja ezeket az eladott birtokokat, és szembefordult Merész Károllyal az héricourt-i csatában.
1477-ben unokatestvére, III. Frigyes főhercegi rangra emelte Zsigmondot. Az 1470-es évek végén vagy a 80-as évek elején Zsigmond kiadott egy dekrétumot, amelyben bevezette a történelem első igazán nagy ezüsttartalmú pénzét, a guldengroschent, amit a Habsburgok Csehországban a tallér előtt használtak. Ez volt az elődje a legtöbb Európában később használatos pénzérmének. 
Az özvegy Zsigmond ekkor elvette az akkor 16 éves Szász Katalint, III. Albert szász herceg és Podjebrád Szidónia cseh királyi hercegnő lányát. Második házasságából nem született gyermeke.
Bár a Velencével folytatott háború 1487-ben patthelyzettel végződött, Tirol lakossága kényszerítette Zsigmondot, hogy mondjon le Miksa javára, aki később követte apját, III. Frigyest a császári trónon.

## Gyermeke
Első házassága hosszú ideig gyermektelen maradt, majd a már 40 fölött járó főhercegné egy fiút szült, Wolfgang főherceget, de gyermekével együtt meghalt röviddel a szülést követően (1480).

## Külső hivatkozások
- Foundation for Medieval Genealogy/Austria (Arch)Dukes Genealogy

| Előző uralkodó: IV. Frigyes | Tirol (hercegesített) grófja 1439 – 1490 | Következő uralkodó: I. Miksa |